# Međuknjižnična posudba
Međuknjižnična posudba (MKP) je postupak u kojemu knjižnica za potrebe svojega korisnika može od druge knjižnice nabaviti, to jest na određeno vrijeme posuditi knjigu ili pribaviti fotokopiju članka iz časopisa koji sama ne posjeduje.
Tradicionalna međuknjižnična posudba odnosi se na posudbu i povrat izvornika (knjiga i časopisa) u tiskanome obliku. Pojavom fotokopiranja, javljaju se i izrazi opskrba dokumenata (eng. Document Supply), privremena nabava (Temporary Acquisition), dostava dokumenata (Document Delivery) i zajedničko korištenje izvora (Resource Sharing).